# سمير حجي
سمير حجي (12 سبتمبر 1989 بنانسي في فرنسا - ) (بالفرنسية: Samir Hadji)‏ هو لاعب كرة قدم فرنسي في مركز الهجوم. شارك مع منتخب المغرب تحت 23 سنة لكرة القدم. أما مع النوادي، فقد لعب مع نادي حسنية أكادير ونادي ساربروكن ونادي ستراسبورغ ونادي فولا إيش.

## وصلات خارجية
- سمير حجي على موقع قاعدة بيانات كرة القدم.إي يو (الإنجليزية)
- سمير حجي على موقع ليكيب (الفرنسية)
- سمير حجي على موقع Soccerway.com (الإنجليزية)
- سمير حجي على موقع عالم كرة القدم.نت (الإنجليزية)